# Anuari astronòmic
Un anuari astronòmic és una publicació normalment anual i que conté taules de dades amb les posicions del Sol, la Lluna, els planetes o els satèl·lits dels planetes per a cada dia de l'any.
Ressenya els principals fenòmens astronòmics de l'any com: 
- Les fases de la Lluna, eclipsis de Sol i Lluna, ocultacions d'estreles per la Lluna, planetes i asteroides.
- Elements orbitals dels cometes periòdics i dels majors asteroides.
- Hores d'eixida (ortus) i posta (ocàs) del Sol i de la Lluna i taules per a esbrinar-lo en altres localitats.
- També conté llistes de les estreles més brillants, galàxies brillants, cúmuls estel·lars, fonts de rajos X, estreles variables, quàsars, púlsars...
- Mostra moltes taules d'interès com temps sideri, l'equació de temps...